# Musée de la Gaspésie
Le Musée de la Gaspésie est un musée québécois situé dans la ville de Gaspé. Sa mission est de conserver et mettre en valeur l'histoire et la culture de la Gaspésie. Il présente des expositions, publie Magazine Gaspésie et opère un centre d'archives historiques.

## Histoire
Les origines du Musée de la Gaspésie remontent à la fondation, en 1962, de la Société historique de la Gaspésie (SHG) par les abbés Claude Allard et Michel Le Moignan. Il s'agit d'un organisme privé, à but non lucratif, dont les principaux objectifs sont premièrement de colliger et conserver tous les ouvrages, documents et objets pouvant servir à l'histoire de la Gaspésie, deuxièmement d'étudier et faire connaître l'histoire régionale et finalement de publier une revue historique.
En 1963, la société historique lance la "Revue d'histoire de la Gaspésie", une revue consacrée à l'histoire, au patrimoine et à la culture gaspésienne,.
Dès sa fondation, la société historique amasse des publications, des archives et des objets avec l'objectif de créer un musée. En attendant d'avoir un musée, la société accumule les documents et objets dans des « locaux de fortune » que le Séminaire de Gaspé peut lui prêter. Le projet prend véritablement son envol au début des années 1970 : démarches auprès du ministère des Affaires culturelles, études, recherche de financement, acquisition des terrains. En 1973, la préparation des plans est confiée à l'architecte rimouskois Gaston Martin. L'année suivante, l'ethnologue-muséologue Tadeusz Chwojka amorce des recherches sur le terrain afin de collecter des objets représentatifs de la culture gaspésienne.
Le 17 juin 1977, la société historique inaugure officiellement le Musée régional d'histoire et de traditions populaires. L'architecture du bâtiment est de type « Shed Style californien ». Son apparence évoque un navire et à l'intérieur on retrouve trois salles d'expositions, une bibliothèque et des réserves servant à l'entreposage des objets et des archives. En 1982, vient s'ajouter à l'ensemble un monument commémorant la prise de possession du territoire par Jacques Cartier en 1534.

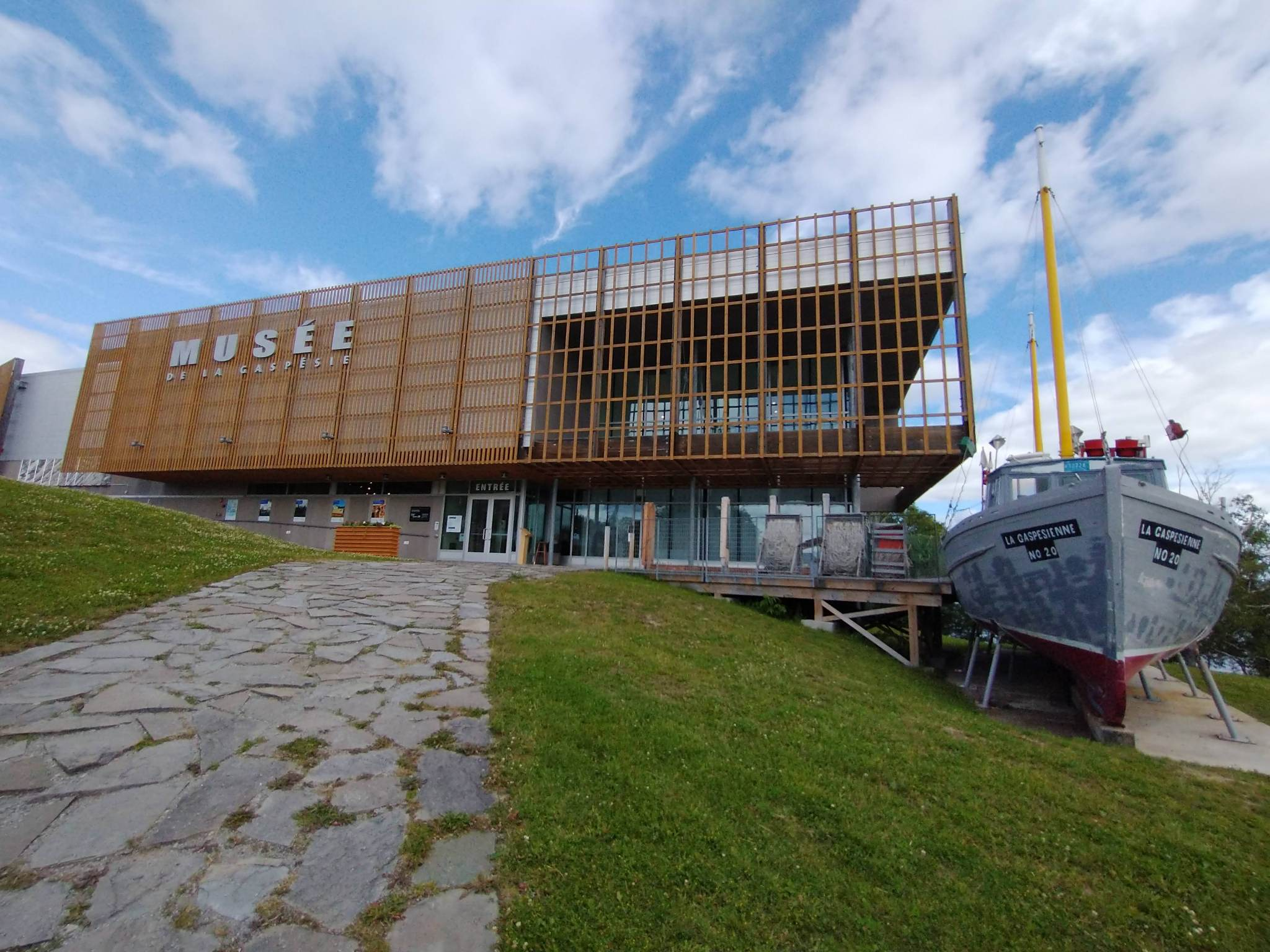
Musée de la Gaspésie

En décembre 1981, le musée procède au lancement du livre "Histoire de la Gaspésie", premier ouvrage de la collection "Les régions du Québec". L'année suivante, on crée la « Fondation de la Société historique de la Gaspésie » dont l'objectif est de soutenir financièrement les activités du musée. Au cours de son histoire, le Musée de la Gaspésie a d'ailleurs pu compter sur la générosité de nombreux donateurs, dont l'homme d'affaires gaspésien Jean-Louis Lévesque.
L'année 1984 est marquée par plusieurs événements : fêtes du 450e anniversaire de l'arrivée de Jacques Cartier, lancement de la série "Cahiers Gaspésie Culturelle", dévoilement de l'exposition "Un peuple de la mer" et création du "Prix du mérite culturel gaspésien". En 1987, on lance "Gaspésie, une histoire de mer", une exposition itinérante qui circulera dans sept provinces canadiennes.
En 1990, le service d'archives de la société historique, le Centre d'archives de la Gaspésie, est agréé par le ministère des Affaires culturelles.
En 1995, le vocable de Société historique de la Gaspésie disparaît. Le musée, la société historique, la revue d'histoire et le centre d'archives sont alors regroupés sous l'égide du Musée de la Gaspésie.

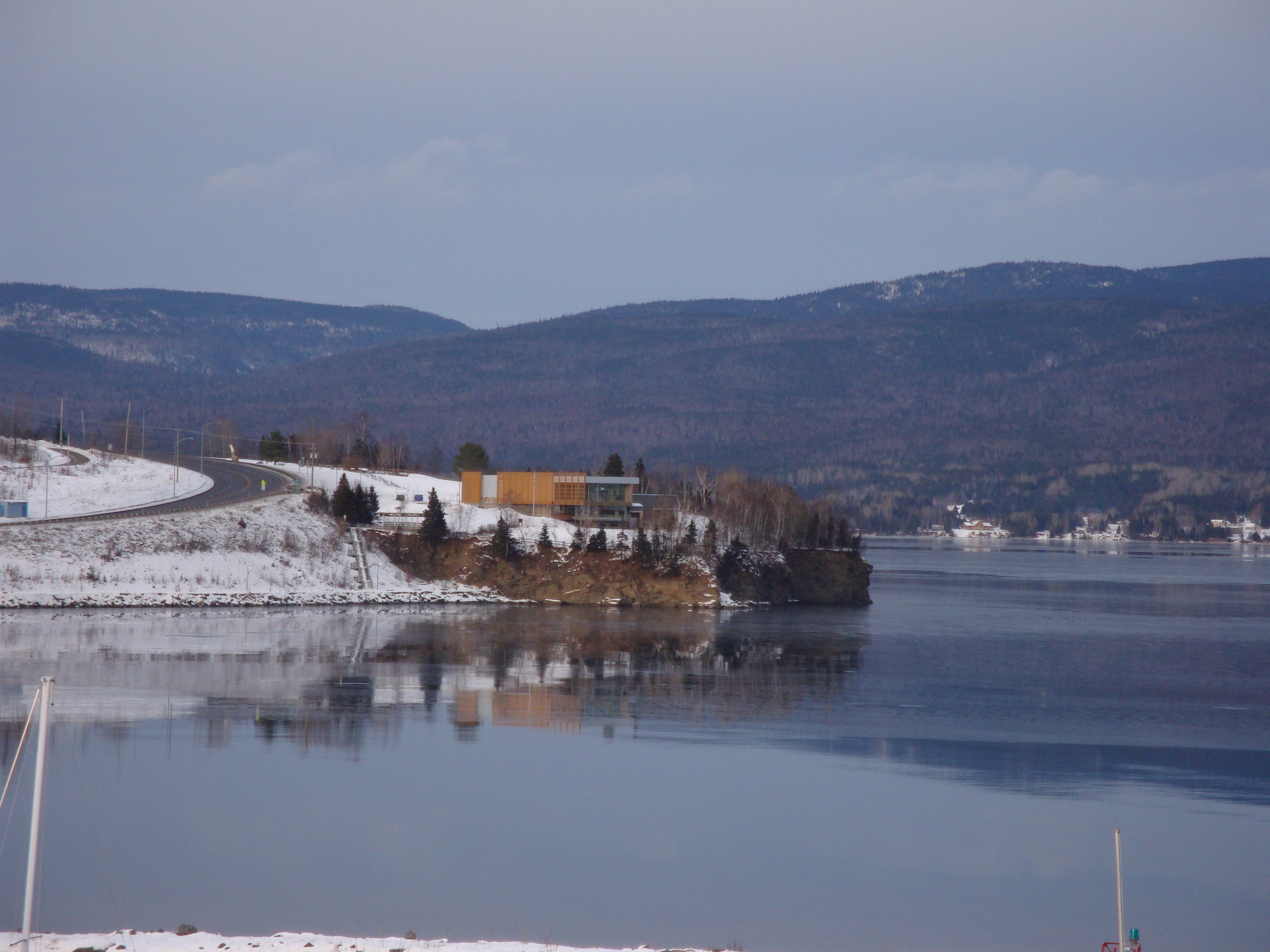
Dans la baie de Gaspé

L'année 2009 représente une date importante. Après plusieurs années, le projet d'agrandissement et de rénovation du musée voit enfin le jour. Dans un édifice d'architecture contemporaine, il profite de tout nouveaux espaces pour l'accueil, la boutique, les expositions, les collections et les archives.

### Expositions permanentes

#### À la confluence des mondes[5]
L’exposition permanente À la confluence des mondes, présentée au Musée de la Gaspésie, propose un voyage immersif à travers 380 millions d’années d’histoire, de la formation géologique de la région à la société contemporaine. Offerte en français et en anglais, elle met en lumière la contribution des trois peuples fondateurs à l’identité gaspésienne. À travers plus de 250 artefacts, documents d’archives, illustrations originales et îlots multimédias, l’exposition retrace des moments marquants tels que l’arrivée des Mi’gmaqs, la chasse, la pêche, ou encore les chansons de madame Bolduc. Le public peut aussi découvrir des témoignages comme celui du chef Donnacona sur le voyage de Jacques Cartier, et explorer un registre interactif de lettres de Charles.

### Distinctions et prix
- Prix d'excellence de l'Association des musées canadiens pour l'exposition À la confluence des mondes en 2023[6].

Depuis sa fondation, le Musée de la Gaspésie a présenté 453 expositions dont 186, soit 41 %, ont été conçues et réalisées sur place. Sa collection comprend plus de 5 000 objets ethnographiques, artistiques, scientifiques et archéologiques. Le musée conserve également les fonds d'archives de près de deux cents individus et organismes gaspésiens.[réf. nécessaire]

### Sources
- Allard, Claude et Michel Lemoignan. "Aurons-nous enfin une société historique?", Le Voyageur, 12 avril 1962, p. 5.
- Allard, Claude. "Le sens d'un musée", Revue d'histoire et de traditions populaires de la Gaspésie, 1978, no. 61, p. 2-3.
- "Le musée: genèse du projet", Revue d'histoire et de traditions populaires de la Gaspésie, 1978, no. 61, p. 4-8.
- Fallu, Jean-Marie. "Le Musée de la Gaspésie a quinze ans", Gaspésie, 1992, no. 188, p. 28-31.
- Soucy, Gilles. "Le Musée de la Gaspésie a 20 ans ! Une entrevue avec Jules Bélanger", 1997, no. 129, p. 38.
- Bélanger, Jules. "La genèse du Musée de la Gaspésie", Magazine Gaspésie, 2007, no. 159, p. 13-15.
- Lévesque, Sébastien. "Un 30e anniversaire plein d'avenir pour le Musée de la Gaspésie", Magazine Gaspésie, 2007, no. 159, p. 22-24.

- Spooner, Nathalie. « Le mot de l’éditeur. » Magazine Gaspésie, volume 56, numéro 1 (194), avril–juillet 2019, p. 2–2.
- Martin, Daniel. « Le mot de l’éditeur. » Magazine Gaspésie, volume 56, numéro 2 (195), août–novembre 2019, p. 2–2.